# Беер, Исраэль
Исраэль Беер (ивр. ישראל בר‎, нем. Israel Beer; 1912, Вена, Австро-Венгрия — 1 мая 1966, тюрьма Шатта, Израиль) — израильский военный и политический деятель, подполковник Армии обороны Израиля, военный аналитик и профессор военной истории Тель-Авивского университета. Стал известен после своего ареста в 1961 году и предъявленных ему обвинений в шпионаже в пользу СССР. Обвинение утверждало, что Беер передал советской стороне информацию, связанную с национальной безопасностью Израиля. Подтверждая контакты с советским посольством, Беер при этом не признавал в своих действиях состав преступления, утверждая, что действовал исключительно из идеологических соображений, пытаясь доказать необходимость сближения Израиля с блоком соцстран. Израильским судом он был признан виновным и приговорён к 15 годам лишения свободы, умер в заключении. Следствие установило, что имя Исраэля Беера не было его подлинным именем, а многие факты его биографии были признаны вымышленными в связи с невозможностью их подтверждения. Подлинная личность Беера не установлена до сих пор.

## До переезда в Израиль
Биография Исраэля Беера, отражающая его период жизни до прибытия в Израиль, известна исключительно с его слов и была опубликована в книге «Холодная война на Ближнем Востоке» (англ. Cold War in the Middle East). Согласно этой биографии, Исраэль Беер родился в 1912 году в Вене: его родители эмигрировали в США, но затем вернулись в Австрию. Он изучал гуманитарные науки и германскую литературу в Венском университете, учась у популярного в театральных кругах Макса Рейнхарта. Помимо этого, в университете он увлёкся социалистическими идеями и примкнул в начале 1930-х годов к студентам, выступавшим против Энгельберта Дольфуса. По окончании Венского университета он получил степень доктора философии, устроившись работать режиссёром в венском Бургтеатре. Одновременно Беер, с его слов, окончил военную академию в Винер-Нойштадте, где защитил докторскую работу по военной истории, и числился в рядах военизированной организации «Республиканский шуцбунд» — боевого крыла социал-демократической партии Австрии.
В 1934 году он принял участие в Февральском восстании, а спустя два года уехал добровольцем воевать в Испанию на стороне республиканцев. Он утверждал, что благодаря военной подготовке был назначен сначала инструктором, а потом и командиром батальона в интербригадах, с которыми участвовал в боях за Мадрид, Гвадалахару и Теруэль. С его слов, он служил в батальоне имени Эрнста Тельмана и был известен как полковник Хосе Грегорио (исп. José Gregorio). После падения Испанской республики он вернулся в Вену и увлёкся идеями сионизма под влиянием трудов Теодора Герцля. В конце 1938 года он эмигрировал в Палестину. Впоследствии израильские спецслужбы констатировали, что изложенная Беером данная биография является вымыслом от начала и до конца.

## Военная карьера и политические связи
Подлинные биографические сведения о деятельности Беера излагаются только с момента его появления в 1938 году в Палестине. Он вступил в организацию «Хагана», а с учётом его социалистических взглядов и заявлений о высшем образовании и боевом опыте смог занять видное место в руководстве еврейской общины в Палестине. Еврейское агентство достаточно долго рассматривало его как одного из немногих евреев, имевших более-менее серьёзный опыт воинской службы. С 1945 года Беер руководил отделением «Хаганы» в Верхней Галилее, служил помощником начальника управления операциями Игаэля Ядина. Во время войны за независимость Израиля он сделал стремительную карьеру, достаточно быстро получая очередные воинские звания. В ЦАХАЛ он дослужился до звания подполковника, а в 1948 году был назначен заместителем начальника оперативного отдела Генерального штаба.
В Палестине Беер познакомился со многими будущими военными и политическими деятелями Израиля, среди которых были Шимон Перес, Давид Бен-Гурион и Шауль Авигур. После окончания войны он стал военным советником Бен-Гуриона, который занял пост премьер-министра, а также заместителем начальника военной разведки АМАН и офицера связи между разведслужбами Израиля и Великобритании. Дружеские отношения с Беером даже помогли Бен-Гуриону однажды избежать ареста британскими властями. Беер был также одним из руководителей партии МАПАМ, возглавляя её службу безопасности. Он был членом партии с момента её основания в 1948 году и вёл рубрику в партийной газете «Аль-Хамишмар», публикуя статьи на военную тему и обозревая события Корейской войны. В 1954 году Беер вышел из МАПАМ и вступил в центристскую политическую партию МАПАЙ, позже преобразованную в партию «Авода» (её лидером был Бен-Гурион). Прежде одним из друзей Беера был Моше Снэ, лидер Коммунистической партии Израиля, однако после раскола в рядах МАПАМ Снэ присоединился к Коммунистической партии, а Беер ушёл в МАПАЙ. Предполагается, что на уход Беера из левого движения повлияли известия о начавшемся в СССР «деле врачей». Впоследствии в одной из статей, опубликованных в газете «Хаарец» после завершения скандального дела министра обороны Пинхаса Лавона, Беер активно выступал за то, чтобы Бен-Гурион остался на посту премьер-министра, утверждая, что в случае отставки на пост министра может претендовать и Снэ.
24 июля 1950 года Беер уволился из ЦАХАЛ. По одной версии, поводом для его ухода из армии стал тот факт, что предложенная им программа военных реформ была отклонена. По другой версии, Беер мечтал занять пост заместителя начальника Генерального штаба, но не преуспел в этом: должность занял Мордехай Маклеф, из-за чего расстроенный Беер и ушёл в отставку.

## Гражданский сотрудник Минобороны
После ухода из ЦАХАЛ Беер сохранил свои связи с сотрудниками Министерства обороны Израиля, имея при этом доступ к секретной информации. В 1955 году по просьбе Шауля Авигура Беер вернулся в Министерство обороны уже как гражданское лицо, возглавив пресс-службу и занявшись написанием официальной истории Войны за независимость. Ему предоставили не только должность, но и секретаря. Работая в архиве Министерства обороны, Беер смог ознакомиться с личными дневниками Бен-Гуриона. По мнению писателя Йоси Мельмана, взгляды Беера на ход войны за независимость радикально отличались от позиции официальных историографов, а некоторые из сделанных им выводов считались «неслыханной смелостью». Беер утверждал, что победа израильтян в войне за независимость была обеспечена такими факторами, как более качественное вооружение у израильской армии, отсутствие единого командования у арабских вооружённых формирований и диаметрально противоположные цели, преследуемые лидерами арабских стран.
После завершения Суэцкого кризиса Беер занял должность помощника Шимона Переса, тогдашнего заместителя министра обороны, который оказывал ему помощь в карьере. Так, при поддержке Переса Беер был назначен членом комиссии по подготовке военного положения и комиссии по расследованию деятельности Лавона. Перес поручил Бееру и организацию сотрудничества с разведслужбами и вооружёнными силами западных стран. В частности, Беер удостоился почётной аудиенции у министра обороны ФРГ Франца Йозефа Штрауса в Бонне, встречался с начальником БНД Рейнхардом Геленом, а также налаживал связи с вооружёнными силами Швеции и работал в штабе НАТО. Он имел доступ к следующей информации: американские и германские военные базы; различные военные объекты НАТО; планы работ израильских подрядчиков на Армию США и вооружённые силы стран НАТО; планы строительства оборонных объектов в Турции при участии израильской компании «Солель-Боне»; планы строительства ракетных объектов НАТО в Турции и Греции. Поскольку Перес был назначен куратором проекта по установке первого ядерного реактора в Израиле, который осуществлялся на основании секретного франко-израильского соглашения от 2 октября 1957 года, Беер был осведомлён и об основах израильской ядерной программы.
В 1959 году Беер возглавил первый в стране факультет военной истории в Тель-Авивском университете, а также начал публиковать статьи в газете «Гаарец». Помимо своего статуса главного военного историка Израиля, он также стал членом Международной ассоциации военных комментаторов. Его деятельность как аналитика высоко оценивали представители Министерства обороны Франции. Он дружил с британским военным историком Бэзилом Лидделом Гартом. В то же время некоторые военачальники критиковали Беера за его отношение к коллегам в духе «прусского офицерства»: эксцентричный внешний вид и склонность Беера к хвастовству и иногда приписыванию себе чужих заслуг вызывали возмущение со стороны начальника Генерального штаба Моше Даяна, который одним из первых заподозрил неладное в поведении Беера.

## Личная жизнь
Беер состоял в браке с биологом по имени Ребекка, но развёлся с ней в 1959 году. В том же году он стал встречаться с девушкой по имени Ора Захави, а чтобы удовлетворять все её прихоти, стал брать взаймы у многих своих знакомых. В конце концов, бывший муж Оры, работавший таксистом, устроил с Беером драку и выбил ему два передних зуба: инцидент произошёл в начале 1961 года, а своим коллегам Беер объяснял, что потерял оба зуба в результате автокатастрофы. Исраэля неоднократно критиковали за роскошный образ жизни, не отвечавший его статусу и заработкам, и за многочисленных любовниц. В целом этот образ жизни был полной противоположностью тому, который вёл более скромный начальник «Моссада» Иссер Харель, с которым у Исраэля совершенно не сложились отношения. По свидетельствам Эфраима Леви, посещавшего лекции Беера в 1940-е годы, тот говорил плохо на иврите и постоянно отшучивался по этому поводу, что не отличает мужской род от женского. При этом Беер свободно владел немецким языком.

## Подозрения в шпионаже

### Харель и Даян
Первые подозрения в отношении Беера возникли у первого руководителя службы общей безопасности «Шабак» и будущего начальника внешней разведки «Моссада» Иссера Хареля. В начале 1950-х годов Беер, будучи членом МАПАМ, руководил партийным управлением информации, отвечая за сбор материалов по вопросам безопасности (в том числе и по деятельности «Шабак»). Партия находилась под тщательным наблюдением со стороны спецслужб, а её штаб тщательно прослушивался. Если многие израильские чиновники считали коммунистическое прошлое Беера не более чем «ошибками молодости», то Харель считал, что среди членов левой МАПАМ и коммунистической партии были источники советской разведки. Когда Беер перешёл из левой партии МАПАМ в центристскую МАПАЙ, подобная смена политических предпочтений показалась Харелю крайне подозрительной, и он потребовал от подчинённых проследить за Беером. Незадолго до Суэцкого кризиса он решил спросить мнение Беера по поводу возможного советского вмешательства, чтобы определить, насколько тот на самом деле лоялен, и остался недоволен ответами. Он называл Беера «бесхребетным и беспринципным оппортунистом», возмущался тем, что его личность «не претерпела политических и идейных изменений», и считал его человеком, представлявшим собой смертельную опасность (англ. „a grave security risk“).
Схожие подозрения по поводу деятельности Беера были и у начальника Генерального штаба Моше Даяна. Даян был одним из тех, кто препятствовал дальнейшему карьерному росту Беера ещё во время его предыдущей службы в ЦАХАЛ, поскольку считал его поведение крайне подозрительным: он даже объявил бойкот газете «Давар», в которой вёл свою колонку Беер. Даян также активно противился его возвращению в Министерство обороны в 1955 году, но воспрепятствовать этому никоим образом не мог. В 1956 году израильская делегация во главе с Давидом Бен-Гурионом и Моше Даяном готовилась к вылету в Севр для осуществления тайных переговоров, которые должны были открыть путь для вторжения британских, французских и израильских войск в Суэцкую зону. На секретном сборном пункте Даян заметил Беера, который в делегацию не входил, и иронично спросил, что здесь делает «этот шпион». Появление Беера было тем более неожиданным, поскольку он считался в министерстве обороны крайне ленивым человеком. Всё тот же Даян запретил Бееру носить военную форму и даже лишил его доступа к секретным заседаниям министерства обороны, проводившимся во время Суэцкого кризиса.

### Контакты с советской разведкой
В сентябре 1956 года Исраэль Беер впервые встретился с корреспондентом ТАСС Сергем Лосевым, проведя встречу на квартире лидера прокоммунистического «Движения за дружбу с СССР». Лосев обратился к Исраэлю с предложением изложить своё видение израильско-советских отношений на фоне того, что в израильской прессе появлялись публикации антисоветского характера. О своей встрече Беер доложил в «Шабак»: руководивший тогда службой Амос Манор призвал Беера ограничить контакты с новым знакомым, объяснив ему, что тот якобы был агентом советской внешней разведки, работавшим под прикрытием. Бееру в принципе рекомендовали ограничить контакты с лицами, предположительно работавшими на иностранные разведслужбы. Однако Беер в обход этих требований продолжал встречаться с Лосевым на торжественных приёмах в посольствах СССР, Венгрии и Болгарии с сентября 1957 по январь 1958 года.
В 1955, 1956 и 1958 годах Исраэля вызывали на специальные беседы с руководством служб «Моссад» и «Шабак», и всякий раз сотрудники спецслужб на беседах прямо говорили Бееру, что он может стать потенциальным объектом для вербовки КГБ, если будет посещать приёмы в посольствах стран соцлагеря, но Беер игнорировал подобные предупреждения. В «Шабак» предположили, что именно Лосев свёл Исраэля с Василием Авдеенко и Владимиром Соколовым, которые работали под прикрытием дипломатического статуса в советском посольстве, но в то же время были сотрудниками местной резидентуры КГБ. При этом прямых улик в отношении Беера по поводу его возможной государственной измены у спецслужб не было.

### Контакты с западными спецслужбами
В конце 1957 года членам нескольких политических партий стало известно, что Шимон Перес и Моше Даян готовились к официальному визиту в ФРГ, чтобы обсудить вопрос о приобретении двух новых немецких субмарин. Эта новость вскоре попала в прессу и вызвала большой общественный резонанс: хотя на причастность Беера к утечке этой информации не было никаких намёков, подозрения Хареля только усилились. По настоянию Хареля «Шабак» провёл обыск в квартире Беера в Тель-Авиве, однако руководитель управления операциями Рафи Эйтан, участвовавший в обыске, так и не нашёл никакого компромата на Исраэля. В середине 1958 года Беер даже запросил разрешения на встречу с начальником БНД Рейнхардом Геленом — бывшим начальником немецкой военной разведки на Восточном фронте Второй мировой войны, который после окончания войны стал тесно сотрудничать с ЦРУ. Поскольку между «Моссад» и БНД осуществлялось сотрудничество, основанное на розыске нацистских преступников, которые укрывались в арабских странах, Гелен оперативно доложил о встрече с Беером представителям «Моссада»: там предположили, что именно советская резидентура дала Бееру указание наладить контакт с Геленом. В беседе с Харелем Беер заявил, что Гелен передал ему некое предложение о военном сотрудничестве двух стран, которое Беер должен был передать Бен-Гуриону. Этими объяснениями Харель остался недоволен, но в то же время он не получил никаких зацепок, позволявших доказать причастность Беера к шпионажу.
Осенью 1960 года Иссер Харель обратил внимание на несанкционированные контакты Беера с руководителем БНД Геленом и слишком частые поездки в Восточный Берлин и Польшу. За несколько лет до своего ареста Исраэль побывал в Восточном Берлине не менее шести раз: все отчёты о его поездках содержали сведения, проверить достоверность которых было невозможно. Свою очередную встречу с Геленом Беер провёл в мае того же года, несмотря на многочисленные отказы Хареля дать ему разрешение на встречу: он даже воспользовался тем, что Харель был занят подготовкой операции по похищению Адольфа Эйхмана. Вскоре Харель вызвал к себе Беера и потребовал объяснений по поводу встречи с Геленом. Начальник «Моссад» был убеждён, что настойчивое желание встретиться с Геленом могло возникнуть только у агента КГБ, а также считал, что Беер всячески пытался преподнести себя немцам как важнейшего человека в израильской политике. Сведения о том, что Беер неоднократно пересекал границу между ГДР и ФРГ, израильтяне получили и от Федеральной пограничной охраны. Харель в разговоре с премьер-министром Давидом Бен-Гурионом высказал всё, что думает по поводу сомнительных поездок и поведения Беера, но тот лишь заявил, что полностью доверяет Исраэлю.

## Арест
Иссер Харель не только запретил Бееру выезд за границу, но и организовал за ним наружное наблюдение, по итогам которого выяснил, что тот часто посещал ночные бары и клубы Тель-Авива, делал дорогие подарки своим многочисленным любовницам и тратил на всё это слишком много денег. Харель заподозрил, что подобное поведение было характерно для агентов спецслужб, которые находились в состоянии стресса. После того, как однажды утром Беера заметили в компании сотрудников советского посольства, «Шабак» организовал наблюдение за квартирой Беера в доме 67 по улице Брандес, где тот проживал.
Вечером 28 марта 1961 года сотрудники «Шабак» заметили, как Исраэль вышел из квартиры с портфелем и направился в кафе, где заказал рюмку коньяка, а в ответ на попытки хозяина заговорить с ним молчал. Спустя пять минут в кафе зашёл ещё один посетитель, который через пару мгновений вышел с портфелем Беера. Тот вернулся в свою квартиру с пустыми руками, а в полночь к дому подъехала машина, из которой вышел всё тот же посетитель с тем же портфелем и зашёл в квартиру Беера, вернув ему в итоге этот портфель. Компаньоном Беера оказался сотрудник советского посольства Соколов, который обычно встречался с ним на пресс-конференциях и дипломатических приёмах, а также в храме Святого апостола Петра и праведной Тавифы в тель-авивском районе Абу-Кабир, где находилась советская резидентура. Но часть встреч проходила и на квартире Беера.
О результатах наблюдения за Беером и Соколовым было доложено Харелю: тот, пользуясь отсутствием на месте руководителя «Шабак» Амоса Манора, который благоволил Бееру, срочно позвонил Давиду Бен-Гуриону, сообщив ему о результатах наблюдения за Беером, и заявил, что отдаёт распоряжение о задержании. Потрясённому подобными новостями премьеру не оставалось ничего другого, кроме как дать добро на проведение операции по задержанию Беера. Арест состоялся 31 марта 1961 года в 2 часа ночи, согласно сообщению Еврейского телеграфного агентства. В квартиру Беера постучались сотрудники «Шабак», которые предъявили хозяину квартиры ордер на арест и заявили ему о том, что Беер подозревается в шпионаже. На вопросы о связях с представителем советского посольства Соколовым Беер отвечал, что не встречался с ним: сотрудник «Шабак» Виктор Коэн тут же предложил ему подписать показания, протянув заранее подготовленный бланк. Однако после того, как Беер поставил свою подпись на бланке, его тут же арестовали формально за дачу заведомо ложных показаний.
Сотрудники «Шабак» обнаружили в квартире Беера тот самый портфель с секретными документами: среди его содержимого были список израильских заводов, выпускавших военное снаряжение, и выдержки из дневника Бен-Гуриона. Кроме того, были найдены документы, связанные со строительством базы НАТО в Турции, которым занималась израильская компания «Солель-Боне». Предполагалось, что Беер пытался уничтожить этот портфель, чтобы у контрразведки не было против него доказательств. По словам участвовавших в задержании, только после того, как они открыли портфель и увидели содержимое документов, у них пропали все сомнения в целесообразности операции. В ходе обыска был обнаружен некий документ о подготовке военного переворота в Израиле, известный как план «Левиафан», и записная книжка, где напротив некоторых дат были проставлены крестики. На допросах, однако, выяснилось, что таким образом Исраэль помечал свои встречи с любовницами. В ходе обыска оперативники изъяли секретные документы общей массой почти 30 кг.

## Следствие

### Фальсификация биографии
На допросе Беер изложил свою официальную биографию, которую израильские следователи тщательно изучили и констатировали, что представленная Беером биография его жизни до 1938 года была сфальсифицирована. «Моссаду» пришлось приложить огромные усилия, чтобы найти доказательства, опровергавшие тот или иной факт «допалестинской» биографии Беера. Было установлено, что в Вене действительно проживал некто Исраэль (Георг) Беер, который родился 12 октября 1912 года в Вене в буржуазной семье и учился в Берлинском университете, а в 1938 году бежал на родину, спасаясь от нацистов. Георг Беер планировал добраться до Палестины и надеялся на помощь сионистской молодёжной организации «Гехалуц» в решении этого вопроса. Однако на этом моменте биографические сведения об уроженце Вены Георге Беере заканчивались: по одной версии, он бесследно исчез в 1938 году, по другой — умер от туберкулёза в том же 1938 году и был похоронен на еврейском кладбище в Вене. Подлинный Беер никогда не состоял в Шуцбунде, не учился в военной академии, не имел никакого докторского звания и не воевал в Испании.
Израильская разведка обладала достаточной информацией о евреях, воевавших в Испании на стороне республиканцев в составе Интернациональных бригад, и еврейских офицеров из австрийской армии, бежавших в Палестину после аншлюса. Проверки показали, что никаких людей по имени Исраэль Беер не было ни в составе Интернациональных бригад, ни среди бежавших офицеров австрийской армии. Несколько бывших членов Шуцбунда (в том числе воевавший в Испании генерал интербригад Юлиус Дойч) на вопрос об Исраэле Беере ответили, что никогда не знали такого человека, а описанную им биографию называли «расплывчатой». Генерал Дойч заявил, что прекрасно помнил всех выходцев из Австрии и что среди них не было ни одного человека, носившего имя Исраэля Беера. При этом он отметил, что знал майора Лёвса (нем. Loews), который репатриировался в Израиль и работал в военном архиве, и предположил, что Беер мог прикрываться его именем. Заявления об учёбе в военной академии Винер-Нойштадта не выдерживали критики, поскольку евреев туда не принимали — редкими исключениями стали окончившие эту академию генерал ЦАХАЛ Эйтан Ависар и полковник ЦАХАЛ Шалом Эшет, причём именно Ависар опроверг факт учёбы Исраэля Беера в военной академии.
17 апреля 1961 года израильский корреспондент The Washington Post со ссылкой на полицию Израиля заявил, что следствие пытается не только выяснить возможность того, не заслали ли Беера в 1938 году в Палестину коммунисты в качестве разведчика-нелегала, но и определить, действительно ли он вообще имеет еврейские корни. По итогам следствия израильская разведка пришла к выводу, что Исраэль Беер — не тот, за кого себя выдаёт, и что в Палестину прибыл совершенно другой человек, не имевший никакого отношения к настоящему уроженцу Вены по имени Исраэль Беер, а просто воспользовавшийся его именем. Медицинский осмотр показал, что Беер не проходил процесс обрезания: Исраэль объяснял это тем, что его семья была светской и не соблюдала еврейские традиции. На допросах Иссер Харель заявил Бееру, что ни один момент из его биографии не выдерживал критики, и настойчиво требовал от Беера признаться в том, кем он является на самом деле. Беер так ничего и не ответил Харелю.
Согласно историку Арнольду Краммеру, Беер мог быть «спящим» агентом советской разведки, который специально прибыл в Палестину по распоряжению советских властей, но ждал достаточно долго, прежде чем ему поступит сигнал о начале выполнения разведывательных заданий. По мнению исследователя Дорона Геллера, если Беер начал выполнять разведывательные задания с момента своего прибытия в Палестину, то его заказчики могли получать информацию едва ли не с того момента, как он вступил в «Хагану». При этом признание биографии Беера «фальшивкой», как пишут Йен Блэк и Бенни Моррис, не стало ни в коей мере подтверждением того, что Беер действительно был заброшен в Палестину ещё в 1938 году.

### Инкриминируемые действия
До общественности было доведено очень мало информации о сути шпионской деятельности Беера, однако утверждается, что благодаря ему СССР заполучил планы, связанные с тактикой действия израильской армии, список секретных военных объектов и информацию об иностранных компаниях, поставлявших Израилю оружие. Сообщалось, что Беер, выполняя задания КГБ, совершал несколько поездок в Германию, Францию и Великобританию, используя свой статус для встреч с министром обороны Германии Францем Йозефом Штраусом, начальником французской разведки, и руководителем БНД Рейнхардом Геленом: последний был особенно важным объектом для КГБ, поскольку именно Германия была крупнейшей в послевоенной Европе силой, противодействовавшей советской внешней разведке в странах НАТО. По мнению Дана Равива и Йоси Мельмана, после начала сотрудничества с британцами и американцами Гелен активизировал старую агентуру абвера, оставшуюся в СССР со времён войны, и поэтому советская разведка могла доверить Бееру задание установления контакта с Геленом, чтобы выяснить намерения последнего. В то же время существовала версия, что израильские спецслужбы не просто контролировали все контакты Беера с советской разведкой, но и использовали «втемную» для передачи дезинформации противнику. Операциями с участием Беера, по всей видимости, должен был руководить начальник отдела «Шабак» по борьбе со шпионажем Цви Малхин. Харель, отчитав Беера за несанкционированную встречу с Геленом, даже в какой-то момент предполагал, что КГБ якобы пыталось «сдать своего агента на расправу».
Существует версия, что разоблачению Беера способствовало предательство подполковника Войска Польского и ценного сотрудника Министерства общественной безопасности Польши Михала Голеневского, который с 1958 года сотрудничал с западными разведками и выдал им им ряд советских разведчиков. В 1959 году Голеневский, упоминаемый в документах ЦРУ как агент «Снайпер» (нем. Heckenschütze), сообщил американцам, что в Министерстве обороны Израиля действует некий шпион, подписывающийся как «Товарищ Курт». Согласно этой версии, ЦРУ передала сведения Израилю, и власти организовали за Беером наблюдение. Британский писатель Бернард Хаттон (англ. Bernard Hutton), автор опубликованной в 1961 году книги «Школа разведчиков» (англ. School for Spies), писал, что Исраэль Беер фигурировал в советских документах под псевдонимом «товарищ Курт»: по словам Хаттона, Беер родился в 1914 году, учился в Москве в 1930-е годы и как минимум с 1934 года работал на советскую внешнюю разведку. В 1987 году агентство UPI утверждало, что в разоблачении Беера израильтянам помогла британская MI5. Однако Иссер Харель отвергал какое-либо участие западных спецслужб в разоблачении Беера.
Главным основанием для обвинений Беера в шпионаже в пользу СССР было то, что в 1956 году, согласно данным следствия, Беер входил в небольшой круг лиц, которым были известны стратегические планы Израиля на случай вооружённого конфликта с Египтом — эти планы попали в руки СССР, а советская разведка передала их Египту, но египтяне приняли это за подготовленную израильтянами дезинформацию. Помимо этого, израильская контрразведка выяснила, что Владимир Соколов интересовался военными объектами ЦАХАЛ и сведениями о ядерной программе Израиля, а Беер даже успел ему передать план базы НАТО в Турции, заказ на строительство которой получила компания «Солель-Боне». Фотокопии необходимых документов Соколов получал от Беера на встречах в резидентуре разведки. Согласно Дану Равиву и Йоси Мельману, за время пребывания в Германии Беер заполучил информацию о строительстве ракетных баз для американского ядерного оружия, а также передал СССР информацию о закупке Израилем вооружений, поездках израильских военных по странам Европы и состоянии морального духа ЦАХАЛ.
В ходе допросов Бееру предъявили фотографии, на которых он был запечатлён с Соколовым. Поначалу Беер утверждал, что фотографии были нечёткими и на них были изображены совсем другие люди. На первых порах он пытался убедить следователей, что в день встречи с Соколовым к нему приходил знакомый журналист. Отчасти показания Беера были правдивыми: корреспондент одного из СМИ действительно побывал на квартире у Беера, но ушёл ещё до того, как встречу израильтянина и Соколова запечатлели на фото. Позже Беер стал утверждать, что в запечатлённый на снимках момент ходил в магазин за вермутом для встречи с любовницей, но снова был пойман на несостыковке, поскольку в названном им магазине вермут не продавался. За время пребывания Беера под стражей, участвовавший в его задержании Виктор Коэн установил с арестантом доверительные отношения, добившись того, чтобы задержанному предоставляли сигары и элитный виски. Через неделю после ареста на очередном допросе Беер всё же признался в том, что сотрудничал с резидентурой КГБ СССР и что вся его биография до 1938 года была фальшивкой. В то же время он заявил, что передавал Советскому Союзу информацию не об Израиле, а о странах НАТО, и не просил за это денежное вознаграждение. Все свои действия он объяснял исключительно идеологическими убеждениями, поскольку считал, что для Израиля важнее всего поддерживать нормальные отношения с СССР, а не со странами Запада. Однако, по словам Дана Равива и Йоси Мельмана, Бееру за предоставленную информацию кураторы платили наличными, которые тот тратил в ресторанах и пабах.

## Суд и приговор
Рассмотрением дела Беера занялся окружной суд Тель-Авива во главе с судьёй Леа Оген: 14 апреля 1961 года состоялось первое слушание, на котором Бееру официально предъявили обвинения. Сообщалось, что даже председатель суда была шокирована содержанием обвинительного заключения. На том же заседании Беер признал предъявленные ему обвинения, в связи с чем его арест продлили ещё на 15 суток для проведения последующих допросов с возможностью передачи дела Генеральному прокурору для принятия соответствующих решений. Новости об аресте Беера впервые были опубликованы три дня спустя, 17 апреля 1961 года, когда правительство предоставило соответствующее разрешение прессе. Утром того дня две газеты выпустили специальные номера с новостями об аресте Беера на первой полосе, а уже в течение дня новости об аресте были напечатаны во всех газетах Израиля. Авторы не только описывали «глубокий шок», в котором пребывала общественность и политические партии, но и задавались вопросом, каким образом в системе безопасности появился шпион, имевший доступ к совершенно секретной информации и сливавший её заинтересованным сторонам. Отмечалось, что Беер не получал никакого материального вознаграждения за свою деятельность, а действовал из соображений «идеализма». Не отреагировали никоим образом на арест только партия МАПАЙ и её печатный орган — газета «Давар».
В день публикаций новостей об аресте Беера пресса заявила, что тот работал на одну из стран коммунистического блока, под которой подразумевался СССР. Однако премьер Давид Бен-Гурион на выступлении в Кнессете, состоявшемся в тот же день, отказался называть страну, в пользу которой шпионил Беер, и опроверг заявления прессы о том, что Беер был его военным советником. Правая партия «Херут» потребовала признать дипломата, с которым Беер встречался за считанные часы до ареста, персоной нон грата, однако МИД Израиля сообщил, что означенный дипломат уже покинул страну. Многие израильские военные и политические руководители были потрясены арестом Беера: в частности, глава правительственной канцелярии Ицхак Навон, бывший генеральный директор Министерства обороны Шимон Перес и глава военной разведки Хаим Герцог заявляли о невозможности подобного развития событий.
19 мая 1961 года Бееру предъявили обвинения в передаче жизненно важной информации иностранному государству с целью подрыва национальной безопасности Израиля. Обвинения насчитывали восемь пунктов: два из них были нарушениями Закона о государственной тайне, остальные шесть — нарушениями Закона о государственной безопасности. По совокупности обвинений Бееру грозило пожизненное лишение свободы. Суд над самим Беером формально начался 2 июня 1961 года и носил закрытый характер, но на последующих заседаниях Беер уже стал отвергать обвинения в шпионаже и снова заявил, что его биография, которую он приводил на допросах и от которой отрёкся — подлинная. В суде он заявил, что никогда не посещал СССР и не состоял в коммунистической партии какой-либо страны. Он полностью признавал факт контактов с работниками советского посольства, но заявил, что сделал это исключительно из идеологических соображений, поскольку полагал, что Израиль должен сближаться не с западными странами, а странами коммунистического блока: подобные взгляды у него стали доминировать, с его слов, после Суэцкого кризиса 1956 года. Беер заявил, что Иссер Харель обвинил его в шпионаже исключительно из-за собственной паранойи и личной неприязни.
В ходе судебного разбирательства Беер пытался вызвать девять человек в качестве свидетелей защиты, в том числе Давида Бен-Гуриона и Шимона Переса, но это ходатайство было отклонено. Некоторые из министров публично призывали Беера застрелиться, чтобы свести к минимуму «ущерб, который будет причинён стране после того, как общество узнает о шпионской деятельности Беера». Суд постановил, что доказательства шпионской деятельности Беера являются неопровержимыми, и 19 января 1962 года, признав Беера виновным, приговорил того к 10 годам лишения свободы. Беер выразил несогласие с приговором и заявил о намерении обжаловать его, однако своё несогласие выразило и обвинение: Иссер Харель посчитал, что наказание не соответствовало реальному ущербу, нанесенному безопасности страны, и потребовал увеличить срок как минимум до 15 лет. После рассмотрения апелляции Верховный суд ужесточил приговор в отношении Беера до 15 лет лишения свободы.

## Смерть
Беер отбывал наказание в тюрьме «Шатта» — тюрьме с максимально возможными мерами безопасности в Израиле. За время своего заключения он написал книгу «Безопасность Израиля: вчера, сегодня и завтра» (англ. Israel's Security: Yesterday, Today, and Tomorrow), в которой доказывал вред односторонней ориентации Израиля на Запад. По мнению историков Войны за независимость, в книге были представлены не только оригинальные идеи, но и взгляды изнутри на военные и дипломатические реалии того периода. Своё наказание Беер должен был отбывать до 31 марта 1976 года: в случае примерного поведения, которое он демонстрировал, его могли освободить после отбывания двух третей наказания. До конца своей жизни он продолжал настаивать на том, что действовал исключительно в интересах Израиля. Подлинное имя и биография Исраэля Беера так и не были установлены.
1 мая 1966 года в 7:20 утра Исраэль Беер скончался в тюрьме «Шатта» от сердечного приступа. Книга «Безопасность Израиля», над которой он работал в тюрьме, вышла в печать уже после его смерти. Разоблачение Беера оставалось долгое время самым крупным достижением израильских спецслужб в борьбе с советской разведкой, пока в 1983 году не был арестован Маркус Клинберг. По словам Арнольда Краммера, к 1970-м годам израильтяне рассматривали Беера лишь как «жалкого и заблудшего человека», чья шпионская деятельность всё же не поставила для Израиля под угрозу разрешение Суэцкого кризиса. В то же время в Израиле надолго закрепилось мнение, что дело Беера стало очередным доказательством того, что среди первой волны сионистских переселенцев было очень много разведчиков-нелегалов, работавших на СССР.
О шпионаже Беера снова вспомнили в 1987 году, спустя 21 год после смерти, когда в архиве Давида Бен-Гуриона внезапно обнаружили, что из дневников премьер-министра, которые тот вёл на протяжении всей своей жизни, в архиве отсутствуют страницы, датируемые с января по июль 1956 года. Беер утверждал, что показывал отрывки из дневника министра советским дипломатам, только чтобы доказать, что правительство Израиля готово к конструктивному диалогу не только с Советским Союзом, но и арабскими государствами. По мнению Мордехая Бар-Она, помощника Моше Даяна, в подобных обстоятельствах страницы этих дневников могли оказаться в архивах КГБ СССР. Сам Бен-Гурион подтверждал в дневниках второй половины 1956 года, что записи за первую половину года отсутствуют, но не уточнял, когда это обнаружил и по какой причине.

### Книги
- Д. П. Прохоров. Спецслужбы Израиля. — М.: ОЛМА-ПРЕСС, 2002. — 384 с. — (Досье: Спецслужбы мира). — ISBN 5-7654-2102-4.
- Ю. Певзнер, Ю. Чернер. На щите Давидовом начертано «Моссад». — М.: Терра, 2001. — 432 с. — (Секретные миссии). — ISBN 5-275-00303-X.
- Д. Равив, Й. Мелман. История разведывательных служб Израиля = Every spy a prince. The complete history of Israel's intelligence community[англ.]. — М.: Международные отношения, 2000. — 528 с. — (Секретные миссии). — 10 000 экз. — ISBN 978-5-7133-1021-9.
- Ian Black, Benny Morris. The Yisrael Beer case // Israel's Secret Wars: A History of Israel’s Intelligence Services. — New York: Grove Weidenfeld[англ.], 1991. — ISBN 0-8021-1159-9.
- Arnold Krammer[англ.]. The Forgotten Friendship: Israel and the Soviet Bloc, 1947-53 (англ.). — University of Illionis Press, 1974. — 224 p. — ISBN 0-252-00396-9.
- Leszek Pawlikowicz. Podpułkownik Michał Goleniewski // Tajny front zimnej wojny: uciekinierzy z polskich służb specjalnych 1956—1964 (пол.). — Warszawa: Oficyna Wydawn. RYTM, 2004. — 361 с. — ISBN 9788373990746.

### Статьи
- Александр Шульман. «Исраэль Бер» — человек ниоткуда // Народ мой : еврейская независимая газета. — 2011. — 28 июля (№ 14 (498)). Архивировано 2 сентября 2024 года.
- Israel's Leading Military Advisor Confesses To Communist Spying (англ.) // The Jewish Criterion. — 1961. — 21 April. — P. 2.